# Oeniversytet (metrostation Charkiv)
Oeniversytet (Oekraïens: Університет, ⓘ; Russisch: Университет, Oeniversitet) is een station van de metro van Charkiv. Het station maakt deel uit van de Saltivska-lijn en werd geopend op 10 augustus 1984. Het metrostation bevindt zich onder het Plosjtsja Svobody (Vrijheidsplein) in het centrum van Charkiv. Zijn naam dankt station Oeniversytet aan de Nationale Universiteit van Charkiv, die aan het bovenliggende plein gevestigd is. Tot 1994 werd het station Dzerzjynska genoemd, naar het Plosjtsja Dzerzjynskoho (Dzerzjinskiplein), de toenmalige naam van het Plosjtsja Svobody. Station Oeniversytet vormt een overstapcomplex met het aangrenzende station Derzjprom op de Oleksiejivska-lijn.
Het station is ondiep gelegen en beschikt over een hoge perronhal met witmarmeren zuilen en balkons boven de sporen. Aan een van de balkons bevinden zich dienstruimtes. In het dak bevinden zich betonnen koepels met een doorsnede van zes meter, waarin kroonluchters zijn opgehangen. Een groot portret van Dzerzjinski in haut-reliëf werd na de naamswijziging uit het station verwijderd. Het eilandperron van station Oeniversytet is breder dan gewoonlijk, omdat zich in het midden ervan een trap naar station Derzjprom bevindt. Aan beide uiteinden van het metrostation bevindt zich een stationshal; beide zijn verbonden met een wijdvertakt netwerk van ondergrondse passages waarin talrijke winkels gevestigd zijn.